# Portugal i olympiska sommarspelen 1984
Portugal deltog med 38 deltagare vid de olympiska sommarspelen 1984 i Los Angeles. Totalt vann de en guldmedalj och två bronsmedaljer.

## Medaljer

### Guld
- Carlos Lopes - Friidrott, maraton.

### Brons
- António Leitão - Friidrott, 5 000 meter.
- Rosa Mota - Friidrott, maraton.

## Bågskytte
Herrarnas individuella
- Rui Santos — 2324 poäng (→ 51:a plats)

| Distans  | 90m | 70m | 50m | 30m | Totalt |
| -------- | --- | --- | --- | --- | ------ |
| Omgång 1 | 248 | 287 | 304 | 334 | 1173   |
| Omgång 2 | 240 | 290 | 291 | 330 | 1151   |
| Totalt   | 488 | 577 | 595 | 664 | 2324   |

## Friidrott
Herrar
Herrarnas 100 meter
- Luís Barroso
  - Omgång 1 (heat 8) — 10,76 (→ 4:e plats, gick inte vidare)

Herrarnas 200 meter
- Luís Barroso
  - Omgång 1 (heat 7) — 22,03 (→ 6:e plats, gick inte vidare)

Herrarnas 5 000 meter
- Ezequiel Canário
  - Omgång 1 (heat 1) — 13:43,28 (→ 1:a plats)
  - Semifinal (heat 2) — 13:32,64 (→ 9:e plats, gick vidare på 3:e snabbaste tid)
  - Final — 13:26,50 (→ 9:e plats)

- João Campos
  - Omgång 1 (heat 3) — 13:46,27 (→ 5:e plats)
  - Semifinal (heat 2) — 13:34,46 (→ 10:e plats, gick inte vidare)

- António Leitão
  - Omgång 1 (heat 4) — 13:51,33 (→ 1:a plats)
  - Semifinal (heat 1) — 13:39,76 (→ 2:a plats)
  - Final — 13:09,20 (→  Brons)

Herrarnas 10 000 meter
- Fernando Mamede
  - Omgång 1 (heat 1) — 28:21,87 (→ 1:a plats)
  - Final — fullföljde inte

Herrarnas maraton
- Carlos Lopes — 2:09:21 OR (→  Guld)
- Cidálio Caetano — fullföljde inte
- Delfim Moreira — fullföljde inte

Herrarnas 20 kilometer gång
- José Pinto — 1:30:57 (→ 25:e plats)

Herrarnas 50 kilometer gång
- José Pinto — 4:04:42 (→ 8:e plats)

Damer
Damernas 800 meter
- Maria Machado
  - Omgång 1 (heat 4) — 2:05,74 (→ 5:e plats, gick inte vidare)

Damernas 3 000 meter
- Aurora Cunha
  - Omgång 1 (heat 1) — 8:46,38 (→ 4:e plats, gick vidare på 2:a snabbaste tid)
  - Final — 8:46,37 (→ 6:e plats)

- Maria Machado
  - Omgång 1 (heat 2) — 9:01,77 (→ 4:e plats, gick inte vidare)

- Rosa Mota
  - Omgång 1 (heat 3) —Fullföljde inte

Damernas maraton
- Conceição Ferreira — 2:50:58 (→ 39:e plats)
- Rita Borralho — 2:50:58 (→ 38:e plats)
- Rosa Mota — 2:26:57 (→  Brons)

## Fäktning
Herrarnas sabel
- João Marquilhas —  31:a plats
  - Omgång 1 (Pool C) — 5 matcher, 0 vinster (→ 6:e plats, gick inte vidare)

1. Jorg Stratmann (FRG) (→ förlorade 5:4)
2. John Zarno (GBR) (→ förlorade 5:3)
3. Michael Lofton (USA) (→ förlorade 5:4)
4. Ruiji Wang (CHN) (→ förlorade 5:2)
5. Jean François Lamour (FRA) (→ förlorade 5:3)

## Gymnastik
Individual All-Round Competition:
- Margarida Carmo — 54,575 poäng (→ 18:e plats)

| Ringar | Boll   | Käglor | Band   | Resultat | Prelim. |
| ------ | ------ | ------ | ------ | -------- | ------- |
| 9,15   | 9,15   | 9,15   | 9,00   | 36,45    | 18,125  |
| Totalt | Totalt | Totalt | Totalt | 54,575   | 54,575  |
- Maria João Falcão — 35,90 poäng (→ 22:a plats)

| Ringar | Boll   | Käglor | Band   | Resultat |
| ------ | ------ | ------ | ------ | -------- |
| 9,05   | 9,00   | 9,20   | 8,65   | 35,90    |
| Totalt | Totalt | Totalt | Totalt | 35,90    |

## Judo
Herrarnas extra lättvikt
- João Neves

Pool B
- - Omgång 1 — Shinji Hosokawa (JPN) (→ förlorade via ippon)
  - Uppsamling — Luís Shinoara (BRA) (→ förlorade via default, gick inte vidare)

Herrarnas halv lättvikt
- Rui Rosa

Pool A
- - Omgång 1 — Bye
  - Omgång 2 — Stephen Gawthorpe (GBR) (→ förlorade via ippon, gick inte vidare)

Herrarnas lättvikt
- Hugo d'Assunção

Pool B
- - Omgång 1 — Federico Vixcarra (MEX) (→ förlorade via waza-ari, gick inte vidare)

Herrarnas halv mellanvikt
- António Roquete Andrade

Pool A
- - Omgång 1 — Javier Condor (CRC) (→ vann via ippon)
  - Omgång 2 — Abdoulaye Diallo (GUI) (→ vann via ippon)
  - Omgång 3 — Suheyl Yesilnur (TUR) (→ förlorade via koka, gick inte vidare)

## Modern femkamp
Herrarnas individuella tävling
- Luís Monteiro — 4332 poäng (→ 43:e plats)

| Gren  | Ridsport | Fäktning | Simning | Skytte | Terräng | Totalt |
| ----- | -------- | -------- | ------- | ------ | ------- | ------ |
| Poäng | 1070     | 472      | 1016    | 868    | 906     | 4332   |
- Manuel Barroso — 4085 poäng (→ 49:e plats)

| Gren  | Ridsport | Fäktning | Simning | Skytte | Terräng | Totalt |
| ----- | -------- | -------- | ------- | ------ | ------- | ------ |
| Poäng | 818      | 670      | 1200    | 348    | 1057    | 4085   |
- Roberto Durão — 4321 poäng (→ 44:e plats)

| Gren  | Ridsport | Fäktning | Simning | Skytte | Terräng | Totalt |
| ----- | -------- | -------- | ------- | ------ | ------- | ------ |
| Poäng | 918      | 736      | 904     | 956    | 807     | 4321   |
Herrarnas lagtävling
- Luís Monteiro, Manuel Barroso och Roberto Durão — 12738 poäng (→ 16:e plats)

| Gren  | Ridsport | Fäktning | Simning | Skytte | Terräng | Totalt |
| ----- | -------- | -------- | ------- | ------ | ------- | ------ |
| Poäng | 2806     | 1878     | 3120    | 2164   | 2770    | 12738  |

## Segling
Starbåt
- António Correia och Henrique Anjos — 128 poäng (→ 17:e)

| Lopp      | 1    | 2    | 3    | 4    | 5    | 6    | 7    | Totalt | Netto |
| --------- | ---- | ---- | ---- | ---- | ---- | ---- | ---- | ------ | ----- |
| Placering | 13:e | 19:e | 15:e | 18:e | 14:e | 17:e | 16:e | Totalt | Netto |
| Pts       | 19   | 25   | 21   | 24   | 20   | 23   | 22   | 153    | 128   |
Herrarnas windglider
- José Monteiro — 152 poäng (→ 22:a)

| lopp      | 1    | 2    | 3    | 4    | 5    | 6    | 7    | Totalt | Netto |
| --------- | ---- | ---- | ---- | ---- | ---- | ---- | ---- | ------ | ----- |
| Placering | 18:e | 23:e | 25:e | 26:e | 17:e | 23:e | 13:e | Totalt | Netto |
| Pts       | 24   | 29   | 31   | 32   | 23   | 29   | 19   | 184    | 152   |

## Simhopp
Damernas 3 m
- Joana Figueiredo

Kval — 374,07 poäng (→ 22:a plats, gick inte vidare)
| Hopp  | 1     | 2     | 3     | 4     | 5     | 6     | 7     | 8     | 9     | 10    | Totalt |
| ----- | ----- | ----- | ----- | ----- | ----- | ----- | ----- | ----- | ----- | ----- | ------ |
| Coef. | 1.5   | 1.9   | 2.0   | 1.7   | 2.4   | 2.4   | 2.8   | 2.8   | 2.1   | 2.5   | Totalt |
| Poäng | 32,40 | 35,34 | 40,80 | 35,15 | 43,92 | 46,80 | 24,36 | 27,72 | 41,58 | 48,00 | 374,07 |